# اچ‌ام‌اس بریجواتر (ال۱)
اچ‌ام‌اس بریجواتر (ال۱) (به انگلیسی: HMS Bridgewater (L01)) یک کشتی بود که طول آن ۲۵۰ فوت (۷۶ متر) بود. این کشتی در سال ۱۹۲۷ ساخته شد.